# Chronogaster brasiliensis
Chronogaster brasiliensis är en rundmaskart som beskrevs av Meyl 1957. Chronogaster brasiliensis ingår i släktet Chronogaster och familjen Leptolaimidae. Inga underarter finns listade i Catalogue of Life.